# Nuldernauw
Il Nuldernauw è un lago di confine nei Paesi Bassi. È separato a ovest dal Nijkerkernauw da una chiusa chiamata Nijkerkersluis. La costa settentrionale fa parte del Flevopolder nella provincia del Flevoland mentre la costa meridionale fa parte della provincia della Gheldria. Il limite orientale, in cui diventa il lago Wolderwijd, non è fisicamente definito ma si trova approssimativamente dove la via d'acqua si restringe. Infatti in olandese nauw significa stretto.